# Sertse Dyngyl
Sertse Dyngyl (gyyz. ሠረጸ ድንግል, co znaczy Latorośl cnoty, imię tronowe; መልአክ, Melek Seged, co oznacza ten któremu kłaniają się anioły) (ur. 1550 – zm. 4 października 1597 r.) – cesarz Etiopii w latach 1563–1597. Pochodził z dynastii salomońskiej.

## Okoliczności wstąpienia na tron

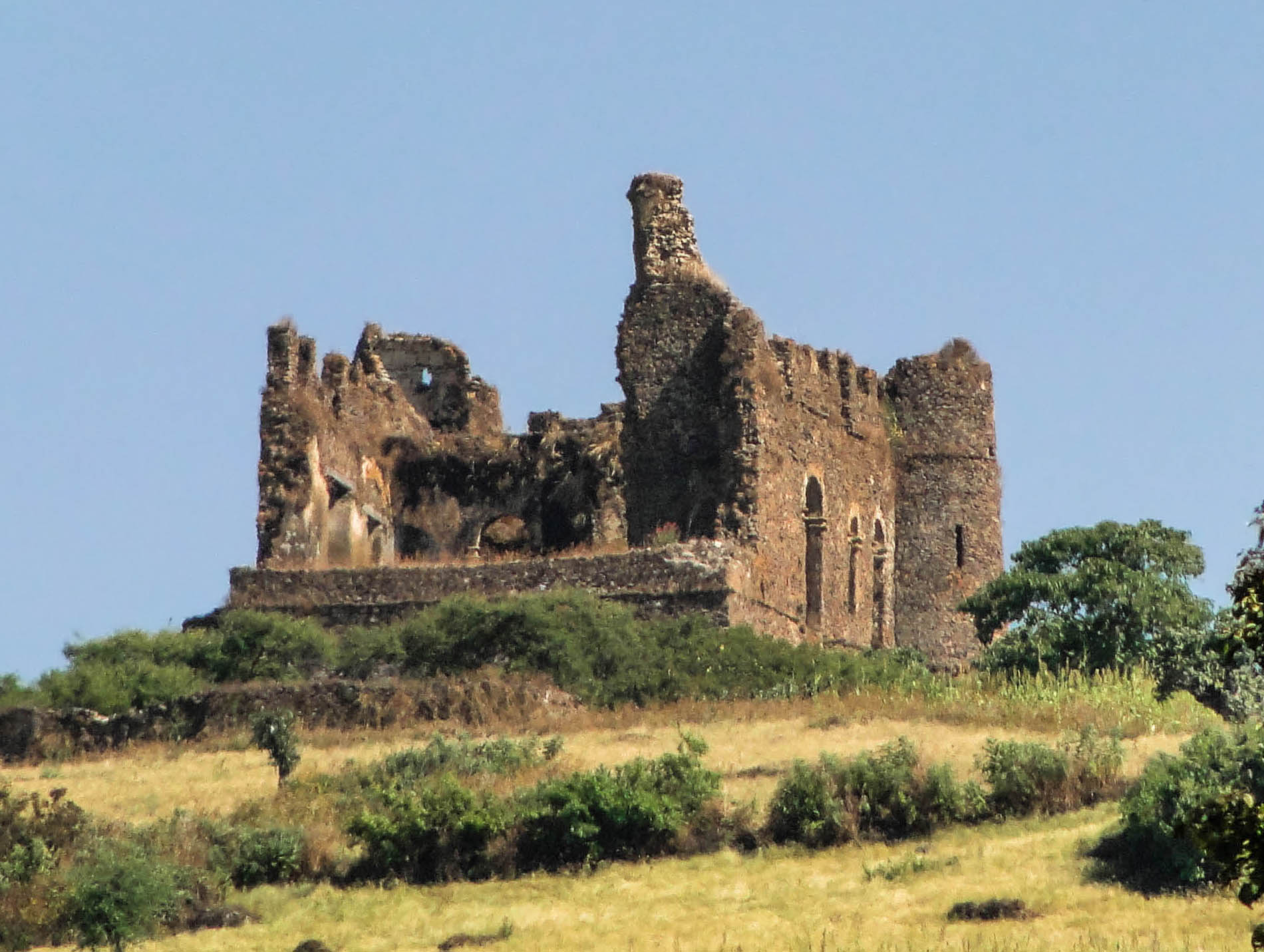
Pałac Guzara w mieście Efmraz, gdzie Sertse Dyngyl spędził trzy pory deszczowe pomiędzy 1571, a 1580 rokiem.

Sertse Dyngyl był synem cesarza Minasa, zmarłego w 1563 roku. Po śmierci Minasa rozpoczęła się walka o władzę pomiędzy różnymi ugrupowaniami etiopskiego możnowładztwa. Pierwszą grupę stanowili: cesarzowa Seble Uangiel – matka Minasa, zdetronizowana przez niego, cesarzowa Sylluj Hajla, azzaż Kumo, dowódca cesarskiej gwardii Ananiasz, oraz przedstawiciele duchowieństwa tacy jak Atske Dyngyl, Kyfle Marjam i Sybhat Leab. Popierali oni kandydaturę młodego Sertse Dyngyla. Drugie ugrupowanie tworzyli: Zera Johannys – zarządca Godżamu, Harbo – władca Dembiji, oraz możnowładcy Yslam Seged, Rom Seged i Teklu. Ich zamiarem było osadzenie na tronie siostrzeńca byłego cesarza Lybne Dyngyla, abieto Hemelmana. Zaraz po śmierci Minasa, pierwsze z ugrupowań ogłosiło cesarzem trzynastoletniego Sertse Dyngyla, jednak grupa forsująca Hamelmana nie myślała o rezygnacji ze swojego planu. Trzynastego lutego 1564 rozegrała się bitwa pomiędzy stronami, wygrana przez stronnictwo Sertse Dyngla. Młody cesarz uwięził część swoich przeciwników, a z częścią porozumiał się, ponieważ uznali jego zwierzchność. Trzecia część pokonanych przyłączyła się do bahyr negasza Izaaka, który pozostawał niechętny nowemu władcy. Hamelman w nagrodę za ustąpienie dostał od cesarza prowincję Godżam, natomiast Rom Seged prowincję Szeua. Dyngylowi tymczasowo podporządkował się także Fasil, potomek cesarza Lybne Dyngyla.

## Wyprawy zbrojne

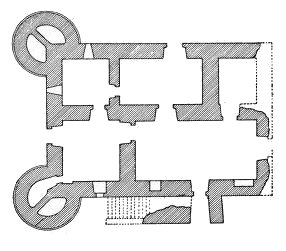
Plan pałacu Guzara.

Za czasów Sertse Dyngyla Etiopii zagrażali południowo-wschodni muzułmańscy sąsiedzi, migracje ludów Galla z zewnątrz, a od wewnątrz separatyzm bahyr negasza Izaaka, oraz plemienia Felaszów. W obliczu wielu zagrożeń, cesarz wysłał list do króla Hiszpanii Filipa II. List pozostał jednak bez odpowiedzi. W 1566 Sertse Dyngyl wypowiedział wojnę ugrupowaniu popierającemu Fasila jako pretendenta do tronu. Fasil organizował wówczas zbrojny opór przeciwko cesarzowi, jednak został pokonany w bitwie w 1567, lub 1568 roku. Następnie celem władcy stało się podporządkowanie sobie ziem podległych władzy Lybne Dyngyla przed najazdem somalijskiego imama Ahmada ibn Ibrahima al-Ghaziego, zwanego Graniem. Sertse Dyngyl podbił okręg Ynarija, bogaty w złoża złota. Władca tego okręgu – Sebienhi, został zmuszony do płacenia daniny w złocie i w bydle. Kolejne wyprawy zbrojne cesarza wyruszyły do prowincji Kembatta, Hadija, Kallo, Guragie i Szeua, które podbił w 1569 roku. Następnym wyzwaniem stojącym przed Sertse Dyngylem był napływ ludu Galla, który niszczył Szeua i przesuwał się wzdłuż rzeki Abbaj. Cesarz zatrzymał barbarzyńców w pobliżu jeziora Zuaj. Ponowne starcia z Galla miały miejsce w 1572, ale Dyngylowi nie udało się zatrzymać najeźdźców, którzy kolonizowali tereny Etiopii. W wyprawach podjętych w 1580, oraz 1585, Sertse Dyngyl podporządkował sobie plemię Felaszów i ich władcę Goszena. W 1581 i 1585 prowadził kampanie przeciwko plemieniu Agau. Zasługą cesarza jest również chrystianizacja mieszkańców Ynarija.

## Koalicje antycesarskie

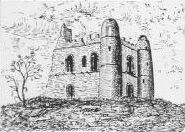
Rycina pałacu Guzara ukazana od przedniej, niezniszczonej strony

Bahyr negasz Izaak zorganizował koalicję przeciwko Sertse Dyngylowi razem z Turkami i sułtanatem Hareru. Izaak porozumiał się z władcą Hareru, Mohammedem IV w 1573 roku. Ten sułtan był reprezentantem grupy dążącej do odnowienia "świętej wojny" z chrześcijanami. W nadchodzącej wojnie tureccy władcy mieli poprzeć napastników od strony wybrzeża Morza Czerwonego. Natarcie Mohammeda IV rozpoczęło się w 1577, ale cesarz pokonał jego wojska w bitwie rozegranej nad rzeką Uebi. Sam Harer został wówczas jednocześnie napadnięty i zniszczony  przez ludy Galla. Po pokonaniu Mohammeda IV, Sertse Dyngyl przemieścił swoje oddziały na północ, gdzie zgromadzone zostały wojska Turków i Izaaka. Cesarz starał się rozwiązać ten konflikt dyplomatycznie, jednak bahyr negysz Izaak nie wyraził na to zgody. W listopadzie 1578 w Yntieczu obie strony stoczyły zacięta bitwę, wygraną ostatecznie przez Dyngyla. Z kolei w grudniu tego roku pod Addi Koro, cesarz odniósł ponowne zwycięstwo. Bahyr negasz Izaak, oraz turecki pasza polegli w tym starciu. Turcy kilka lat później nadali stanowisko bahyr negasza, a także prowincje Hamasjen i Debaroa, etiopskiemu możnowładcy Uelde Ysumowi. Walka pomiędzy cesarzem, a drugą koalicją skończyła się śmiercią Uelde Ysuma na polu bitwy i zwycięstwem Sertse Dyngyla, który zajął Hamasien. W 1589 turecki pasza Kadawert wystąpił o pokój z Etiopią. Po wojnie Turcja zachowała porty w Arkiko i Massaua nad Morzem Czerwonym.

## Dokonania gospodarcze
Sertse Dyngyl podjął się odbudowy, zniszczonej po najazdach imama Grania w pierwszej połowie XVI wieku Etiopii. Dążył do tego, aby kraj odzyskał gospodarcze znaczenie. Południowe okręgi, takie jak Ynarija stały się dla władcy źródłem, z którego pobierał bydło, złoto i skóry zwierząt. Z kolei północne okręgi służyły w zaopatrywaniu się w konie, stroje, jedwab, czy porcelanę. Centralne prowincje, takie jak Godżam, płaciły daninę w postaci bawełny, miodu, koni i złota. Później sam Godżam został zwolniony z wysyłania koni, aby jego mieszkańcy mogli obronić się przed inwazją plemion Galla. Dodatkowo Sertse Dyngyl pobierał podatki celne, pochodzące z handlu towarami importowanymi, co uzupełniało jego skarb, obciążony ciągłymi wojnami z nieprzyjaciółmi.

## Śmierć
Sertse Dyngyl zmarł w 1597 w czasie, gdy wyruszał na następną wyprawę przeciwko plemieniu Galla. Na tronie zastąpił go syn Jakub. Ciało Dyngyla zostało pochowane w Kościele Medhane Alem na wyspie Rema. Kiedy R.E. Cheesman odwiedził kościół w 1933, pokazano mu niebiesko-biały porcelanowy słój, w którym umieszczono wnętrzności cesarza, wyjęte z ciała.